# 돌출지
돌출지(突出地, salient)는 국가나 행정구역의 모양이 돌출된 지역이다. 군사용어 돌출부에서 유래됐으며, 좁고 긴 경우는 땅거스러미라고 한다.

## 대한민국의 돌출지
땅거스러미는 중복이므로 생략한다.
- 화성시 병점, 동탄 지역
- 충청남도 금산군

## 해외의 돌출지
- 아자와드
- 카메룬 극북부 주
- 태국 남부

## 같이 보기
- 경계 (지리학)
- 월경지
- 페르가나 분지
- 게리맨더링
- 정치지리학